# Piotr (Jovanović)
Piotr, imię świeckie Pavle Jovanović (ur. 18 lutego 1800 w Iloku, zm. 22 września 1864 w Sremskich Karlovcach) – serbski biskup prawosławny, w latach 1833–1859 metropolita belgradzki.

## Życiorys

### Młodość i wczesna działalność
Ukończył gimnazjum i prawosławne serbskie seminarium duchowne w Sremskich Karlovcach. Następnie studiował w Segedynie filozofię. Po ukończeniu nauki w 1819 został nauczycielem w gimnazjum, które sam kończył. W 1830 udał się do Serbii, by zostać sekretarzem metropolity belgradzkiego Melecjusza, a równocześnie sekretarzem krajowego sądu najwyższego, następnie zaś osobistym sekretarzem księcia Miłosza Obrenovicia. Był mężczyzną żonatym; jego małżonka zmarła krótko po tym, gdy przenieśli się do Serbii.

### Wybór na metropolitę
Po śmierci metropolity Melecjusza w 1833 książę Miłosz zaproponował mu urząd metropolity belgradzkiego, po tym, gdy odmówił mu pierwszy rozważany przez niego kandydat, metropolita Cezarei Kapadockiej Gerazym. Miłoszowi zależało na tym, by nowym zwierzchnikiem niedawno erygowanej metropolii był Serb. Przed złożeniem ślubów mniszych i przyjęciem święceń kapłańskich oraz biskupich Pavle Jovanović zażądał od księcia, by obiecał, że władze świeckie nie będą wtrącały się w sprawy Cerkwi, w szczególności, iż kapłani nie będą sądzeni przez zwykłe sądy, ale przez biskupów. W październiku 1833 Pavle Jovanović został postrzyżony na mnicha przez biskupa užickiego Nikifora. W kolejnych dniach wyświęcono go kolejno na diakona i kapłana, następnie nadano mu godność archimandryty. 20 września 1833 był już jako archimandryta z powrotem na dworze Miłosza w Kragujevcu. 6 grudnia 1833 przyjął z rąk patriarchy konstantynopolitańskiego Konstancjusza święcenia biskupie. Powrócił do Serbii przed Bożym Narodzeniem (styczeń 1834, kalendarz juliański).

### Metropolita belgradzki
Piotr (Jovanović) posiadał solidne wykształcenie ogólne i teologiczne, toteż szczególnie zaangażował się w sprawę organizacji szkół dla duchowieństwa. Sprowadzał do utworzonego w 1834 metropolitalnego seminarium podręczniki i zapraszał wykładowców zza granicy, uzdolnionych słuchaczy kierował do szkół duchownych w Rosji. W latach 1834–1835 utworzył w Belgradzie konsystorz metropolitalny i działał na rzecz przyjęcia wewnętrznego statutu Cerkwi w Serbii. Kilka jego kolejnych wersji zostało jednak odrzuconych przez księcia Miłosza, który ostatecznie narzucił metropolicie wersję niekorzystną dla prestiżu metropolii. Zakładała ona, że to książę będzie przewodniczył Synodowi zarządzającemu Cerkwią w Serbii i to on będzie w jej sprawach korespondował z patriarchą konstantynopolitańskim. W 1834 opracował nowe prawo o małżeństwie, zakładające, iż będą je mogli zawierać tylko mężczyźni w wieku powyżej 17 lat oraz kobiety, które ukończył lat 14, za zgodą rodziców i własną. Zgodę na małżeństwa mężczyzn powyżej 50. roku życia i kobiet powyżej 40. roku życia, jak również na zawarcie czwartego w życiu małżeństwa miał wyrażać biskup. Metropolita dążył również do poprawy dyscypliny wśród duchownych serbskich, która nie stała w poprzednich latach na wysokim poziomie. Było to efektem wcześniejszego podporządkowania kanonicznego ziem serbskich Patriarchatowi Konstantynopolitańskiemu. Działający w Serbii biskupi pochodzenia greckiego nie dbali o wykształcenie niższego duchowieństwa i dbali głównie o własne bogacenie się. Dążył do poprawy sytuacji materialnej duchownych, tworzył fundusze zapomogowe na ich rzecz. Starał się uporządkować sytuację w monasterach, usuwając z nich alkoholików, zabójców, złodziei i homoseksualistów. Najmniejsze monastery zlikwidował, ustalił, jakiej wysokości ma być państwowa pensja dla mnichów.
W 1859 opuścił Serbię, de facto odchodząc z urzędu, wskutek konfliktu z księciem Serbii. Wrócił do Austrii, gdzie przebywał krótko w monasterze Krušedol, a następnie został wybrany na biskupa górnokarlovackiego w jurysdykcji Patriarchatu Serbskiego (karłowickiego). Nowym metropolitą belgradzkim został jego dawny uczeń, biskup šabacki Michał. Po śmierci księcia Miłosza Piotr ponownie ubiegał się o możliwość powrotu do Serbii, jednak nie otrzymał zgody nowego księcia Michała. Został pochowany w monasterze Krušedol.